# Nischnjaja Salda
Nischnjaja Salda (russisch Нижняя Салда) ist eine Stadt in der Oblast Swerdlowsk (Russland) mit 17.619 Einwohnern (Stand 14. Oktober 2010).

## Geographie
Die Stadt liegt am Ostrand des Ural, 150 km nördlich der Oblasthauptstadt Jekaterinburg und 50 km östlich von Nischni Tagil, am Fluss Salda. Das Klima ist kontinental.
Die Stadt Nischnjaja Salda ist der Oblast administrativ direkt unterstellt.
Nischnjaja Salda liegt an der 1912 eröffneten Eisenbahnstrecke Nischni Tagil – Alapajewsk.

## Geschichte
Nischnjaja Salda entstand 1760, als hier eine Nikita Akinfijewitsch Demidow (dem Enkel von Nikita Demidowitsch Demidow) gehörende Eisenhütte fertiggestellt wurde. Im 19. Jahrhundert spielte die Eisenhütte eine bedeutende Rolle bei der Einführung für das damalige Russland neuer Produktionsverfahren, wie eines modifizierten Bessemerverfahrens (u. a. durch Konstantin Polenow und Wladimir Grum-Grschimailo).
1938 erhielt der Ort Stadtrecht.

### Bevölkerungsentwicklung
| Jahr | Einwohner |
| ---- | --------- |
| 1939 | 19.446    |
| 1959 | 21.382    |
| 1970 | 21.484    |
| 1979 | 20.828    |
| 1989 | 20.932    |
| 2002 | 18.067    |
| 2010 | 17.619    |

Anmerkung: Volkszählungsdaten

## Kultur, Bildung und Sehenswürdigkeiten
Im Nischnjaja Salda gibt es ein Forschungsinstitut für Maschinenbau.
Die Stadt besitzt ein Heimatmuseum.
Am Westrand der Stadt erstreckt sich ein Hain mit bis zu 320 Jahre alten Sibirischen Zirbelkiefern.

## Wirtschaft
Neben dem Stahl- und Walzwerk gibt es Betriebe der Bau- (Zement) und Forstwirtschaft.

## Söhne und Töchter der Stadt
- Alexander Kusnezow (1877–1946), Metallurg und Hochschullehrer